# Зовем се Црвено
Зовем се Црвено (тур. İstanbul: Benim Adım Kırmızı) је роман турског нобеловца Орхана Памука (тур. Orhan Ferit Pamuk, Истанбул 7.6.1952), награђен значајним међународним књижевним наградама, између осталог и у Француској и Италији.

## О делу
Главни ликови романа су минијатуристи у Османском царству и догађаји који се одвијају око убиства једног од њих, што је назначено у првој глави. Од тада Памуков стил писања, налик постмодернизму Борхеса, напушта конвенционалне оквире пре свега захваљујући некаратеристичном избору наратора. Аутор за свој роман каже да је то најживописнији и најоптимистичнији роман о девет дана у Истанбулу крајем 16. века.
Орхан Памук приказује чудесни свет Оријента с његовим бојама, његовом уметношћу, естетиком и тајанственошћу. Богат језик, обиље слика, асоцијација приказују исламску цивилизацију и повезаност са ренесансним духом.
Шекуре, прелепа жена са два сина, одлучује да пронађе новог љубавника уместо свог мужа који је нестао пре четири године у рату.

### Нарација
Приповедач се мења са сваком променом поглавља, а уз приповедаче-ликове у тој улози налазе се и убијени минијатуриста, новчић, неколико сликарских мотива, пас и црвена боја. У роману се преплићу мистерија, романса и филозофска разматрања што све даје слику владавине султана Мурата III током девет снежних дана у Истанбулу 1591. године. У роману свако говори својим гласом, па чак и намештај. Говори се о смрти, љубави, браку, срећи, уметности.

### Боја црвена
Прошло и садашње време је повезано са бојом. Црвено је боја освете и смрти, али и боја надахнућа, страсти и уметности. По Орхану је име универзума Црвено.

## Ликови
- Шекуре, лепотица чији је муж нестао у рату пре четири године
- Шевкет и Орхан, синови Шекурини, Шевкет старији син
- Хасан, брат Шекуриног мужа
- Естер, проводаџика и торбарка
- Хајрије, робиња Шекуриног оца и Шекуре
- Црни, минијатуриста, заљубљен у Шекуре годинама, на крају јој постаје муж
- Шекурин отац звани Теча
- Ефенди Отмени, убијени минијатуриста, надимак Среда
- Мајстор Осман, главни минијатуриста који је наденуо надимке тројици обдарених минијатуриста и Среди
- Велиџан, млади минијатуриста, надимак Маслина и Уторак
- Грешни сликар Мустафа Челеби, млади минијатуриста, надимак Рода и Петак
- Хасан Челеби од Барутхане, млади минијатуриста, надимак Лептир и Недеља